# Connecteurs autoradio ISO 10487

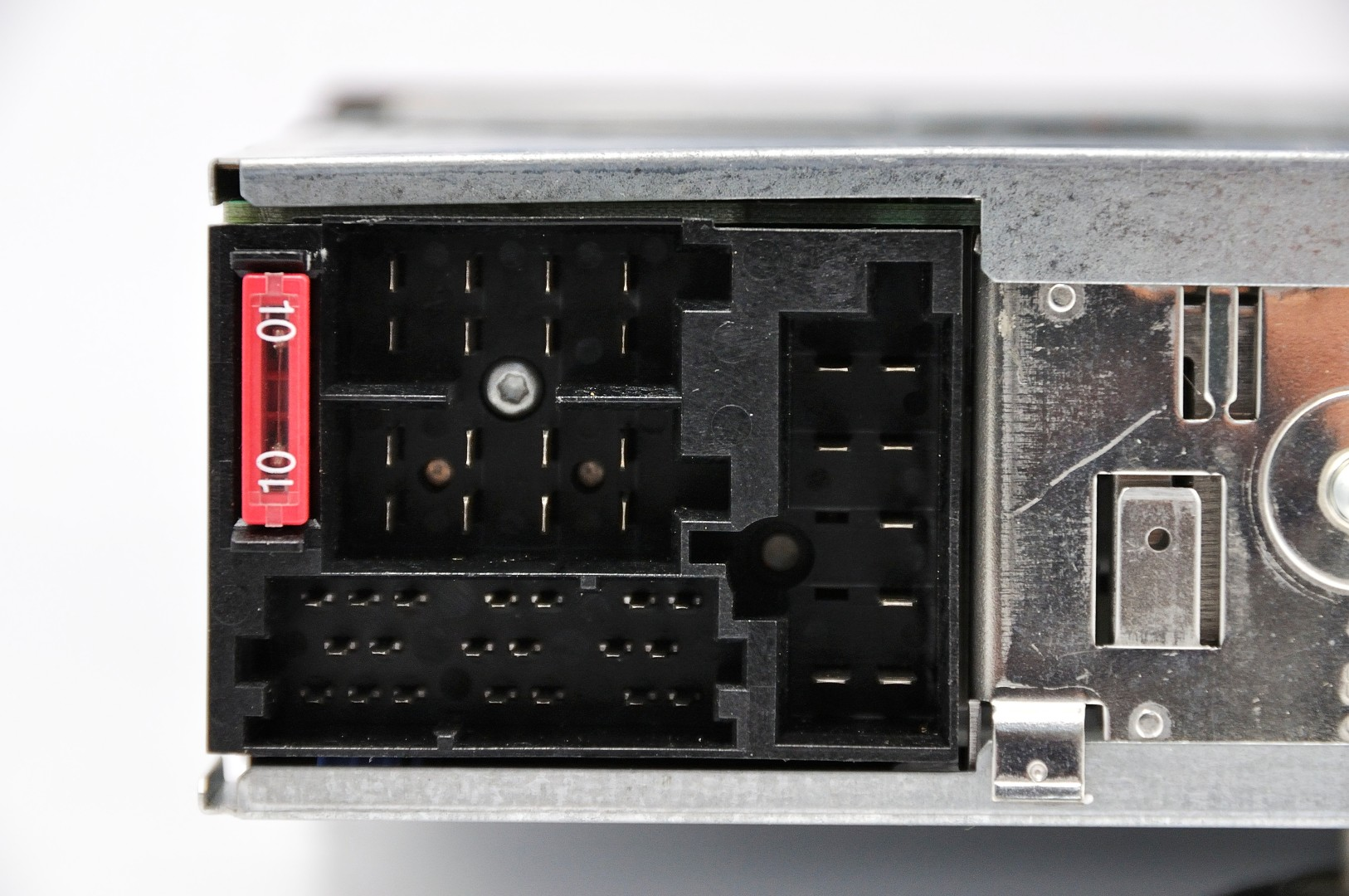
Connecteurs ISO 10487 (A, B, C et D) sur un autoradio

Le raccordement des autoradios aux circuits électriques d'un véhicule utilise, depuis 1992, des connecteurs définis par la norme ISO 10487. Ces connecteurs permettent par simple enfichage d'effectuer tous les raccordements nécessaires au fonctionnement d'un autoradio sans risque d'erreur. La seule connexion supplémentaire indispensable est celle de l'antenne.

## Historique et conception

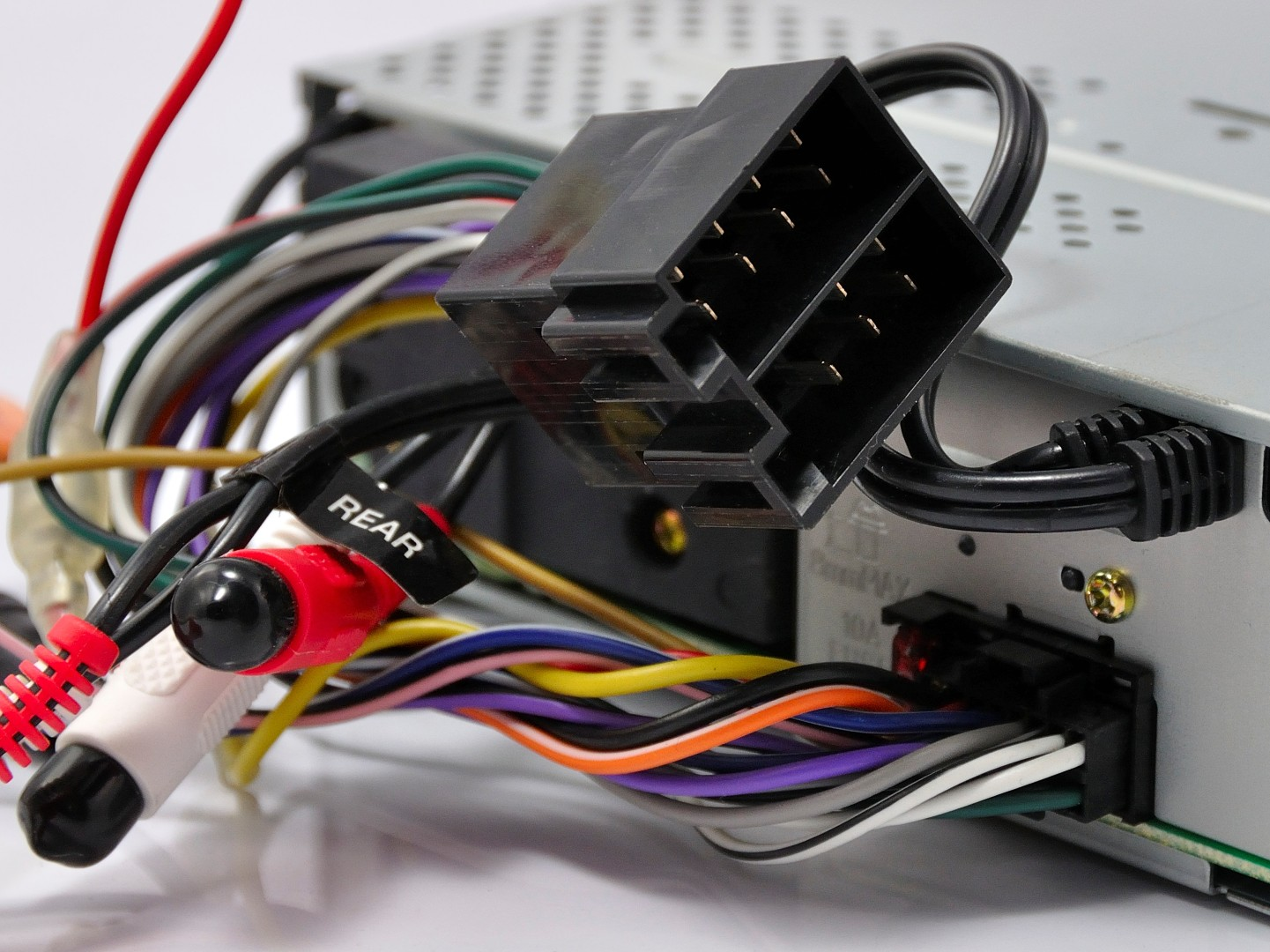
Connecteurs ISO A et B sur faisceau à l'arrière d'un autoradio de marque japonaise

La connexion d'un autoradio au système électrique d'un véhicule est devenu, avec l'évolution des autoradios offrant des fonctions de plus en plus élaborées, relativement complexe et surtout source d'erreurs pouvant avoir des conséquences plus ou moins graves. D'autant plus que chaque marque utilisait ses propres modes de raccordement.
La norme ISO 10487 a mis fin à ces problèmes en définissant des connecteurs assurant toutes les liaisons prévisibles. Il existe quatre connecteurs A, B, C et D, tous différents et pourvus de détrompeurs, si bien qu'aucune erreur d'enfichage n'est possible. Dans la pratique, il est fréquent que seuls les connecteurs A et B soient présents et utilisés. De nombreux fabricants remplacent certaines fonctions du connecteur C par des liaisons devenues standard, comme des prises Cinch pour les liaisons au niveau ligne. Le connecteur D est très rarement présent. Les fabricants d'autoradio ou constructeurs automobiles n'utilisent pas toujours les mêmes couleurs de câbles pour réaliser les connexions, si bien que le repérage doit s'effectuer par la position du câble sur le connecteur et non par sa seule couleur. Ainsi, par exemple, le fil de masse peut être noir, mais aussi brun, ce qui peut conduire à une confusion dommageable avec le +12 V batterie !
Si la norme date de 1992, elle ne s'est imposée que très progressivement au cours des années 1990. D'autant plus que les véhicules anciens n'étaient pas pourvus des connecteurs correspondants. Dans la pratique, les constructeurs européens ont généralement intégré des connecteurs ISO directement dans le boîtier de leurs autoradios. Les constructeurs d'autres continents ont, le plus souvent, préféré conserver des connecteurs propriétaires et fourni des faisceaux pourvus, à l'autre extrémité, de connecteurs ISO.

## Connecteur A
Le connecteur A est dédié à l'alimentation et divers raccordements annexes. Il est généralement de couleur noire.
- 1- Commande automatique de volume (entrée signal vitesse GALA / SCV)
- 2- Entrée commutation ou non utilisé
- 3- Silencieux ("mute") téléphone
- 4- Alimentation +12 V permanent (maintien mémoires)
- 5- Sortie 12 V commutée (antenne électrique)
- 6- Éclairage de bord (éclairage de l'autoradio commandé par l'éclairage du véhicule)
- 7- Alimentation +12 V commuté (alimentation principale, commutée par la clé de contact)
- 8- Masse

En pratique, avec la plupart des autoradios, seules trois liaisons sont indispensables pour assurer le fonctionnement d'un appareil : +12 V permanent, +12 V commuté, masse.
Certains fabricants d'autoradio ou constructeurs automobiles se sont accordé des libertés par rapport à la norme. Le plus courant est l'inversion des bornes 4 et 7.

## Connecteur B
Le connecteur B assure la liaison vers les haut-parleurs. Il est souvent de couleur brune.
- 1- Arrière droit +
- 2- Arrière droit -
- 3- Avant droit +
- 4- Avant droit -
- 5- Avant gauche +
- 6- Avant gauche -
- 7- Arrière gauche +
- 8- Arrière gauche -

Les liaisons "moins" des haut-parleurs ne doivent pas être confondues avec la masse du véhicule ("moins" batterie). Aucun fil commun ne doit exister entre les divers haut-parleurs qui ne doivent pas non plus présenter de liaison avec la masse du véhicule. La plupart des autoradios actuels utilisant une amplification en pont, il n'existe aucun point de masse en sortie haut-parleurs.

## Connecteur C
Le connecteur C est optionnel. Il est constitué de trois sous-ensembles, C1, C2 et C3, utilisables séparément ou d'un seul bloc.
- C1- Ce bloc offre des sorties ligne (avant et arrière) ainsi qu'une sortie +12 V commutée, le tout étant destiné à être relié à un ou plusieurs amplificateurs externes. Très souvent remplacé par des connecteurs Cinch.
- C2- Télécommande des fonctions de l'autoradio, par exemple par une commande au volant sur le véhicule.
- C3- Commande d'un changeur CD. Très peu de constructeurs ont exploité ce connecteur, lui préférant leur propre système, souvent basé sur un BUS

## Connecteur D
Rarement présent et utilisé, le connecteur D est destiné aux liaisons vers un système de navigation.